# دار أوبرا كييف الوطنية
تأسست مجموعة أوبرا كييف رسميًا في صيف عام 1867، وهي ثالث أقدم مجموعة في أوكرانيا بعد أوبرا أوديسا وأوبرا لفيف. اليوم ، تقدم شركة أوبرا كييف عروضها في دار الأوبرا الوطنية الأوكرانية التي تحمل اسم تاراس شيفتشينكو في كييف.

## التاريخ

### التاريخ المبكر: 1867 - القرن العشرين
تأسست في صيف عام 1867 من قبل فرديناند بيرغر (؟ - 1875). نجح بيرغر في دعوة العديد من المطربين والموسيقيين والموهوبين، وكان مجلس المدينة (دوما) قد عرض على الفرقة المنشأة حديثًا استخدام مسرح المدينة (الذي شُيِّد عام 1856 ، المهندس إي شتروم) لأدائهم. رسميًا ، تم تسمية المسرح بمسرح المدينة ولكن تمت الإشارة إليه في الغالب باسم الأوبرا الروسية. كان يوم العرض الأول، 8 نوفمبر (على الطراز القديم 27 أكتوبر) ، 1867 عطلة في المدينة. كان أداء أوبرا قبر أسكولد من تأليف أليكسي فيرستوفسكي هو أول ظهور للفرقة.